# Xanthia postlutea
Xanthia postlutea är en fjärilsart som beskrevs av Felix Bryk 1942. Xanthia postlutea ingår i släktet Xanthia och familjen nattflyn. Inga underarter finns listade i Catalogue of Life.